# Проблем са ликом
Проблем са ликом (фр. Problème ďimage) је седма епизода прве сезоне серије Код Лиоко.

## Опис
Епизода почиње у леденом сектору када Аелита и Јуми прилазе деактивираном торњу, у који Аелита улази. Она тада ступа у контакт са Џеремијем, чудећи се мислећи да је овај торањ уочио скенер, па је вероватно у питању лажна узбуна. У међувремену, нешто се шуња око Јуми. Аелита није више сигурна да ли је осетила пулсације до торња у коме је сада. Пре него што је Џереми довршио реченицу, Јуми је почела да виче и нестала је кад је Аелита изашла. Оно што не знају је да је Ксена отео Јуми путем чувара. Џереми је девиртуелизовао Јуми (која је заправо Ксенин клон) и појавила се у скенеру, без свести.
Од купује топлу чоколаду код аутомата и баца је због лошег мириса. Тамо је био и Улрик, коме је пришла Сиси. Улрик добија позив од Џеремија, и он и Од иду и помажу да се Јуми одведе у амбуланту. Џереми каже медицинској сестри да јој је позлило за време одмора. Тројица дечака иду на час, при чему је сестра остала сама са Јуми. Она се пробудила и хтела је да устане и оде. Кад је медицинска сестра покушала да је спусти да се одмори, Јуми ју је ухватила руку и касније одбацила на страну, што до тада није виђено. Након разговора са својим пријатељима и Сиси у трпезарији, Јуми је у своју канцеларију позвао директор, који на крају жели да позове Јумине родитеље због напада на Јоланду. Јуми, са Ксениним логотипом на свом челу, срушила је директора на несвест и иде до Џеремија како би стигла у собу са скенерима. Џим је поздравља, али Ксена-Јуми га игнорише, много на његово чуђење.
У међувремену, Аелита налази велику, ужарену куглу на врху ледене литице. Одлучује да је види изблиза, али почели су да на њу пуцају канкрелати. Брзо се враћа у торањ и Џеремију саопштава ситуацију. У школи, након што се разговор завршио, Ксена-Јуми покушава да убеди Џеремија да је одведе у собу са скенерима. Он је више уплашен него зачуђен. Долазе Од и Улрик, који су присуствовали сцени која је представљала Ксена-Јуми како је скоро пољубила Џеремија. Улрик, љут, излази, а Од бесно каже „браво“ Ксена-Јуми. Када је остала сама у соби, злокобно се насмејала.
Након часа, Џереми објашњава Оду и Улрику да нешто није у реду са Јуми, да је она у траумама. Потом иду до Џеремијеве собе, али тамо су нашли масиван хаос. Мислили су да је Сиси или Херв, који је био љут тог дана на њих, али онда схватају да је Ксена-Јуми у питању. Нема више сумње, али онда се починилац појављује и пита их за одлазак у собу са скенерима. Сада иду у фабрику и Џереми их виртуелизује. Ипак, пре него што се скенер у коме је била Ксена-Јуми затворио, она га је на силу отворила и изашла. Зато се она са Одом и Улриком није појавила. Они налазе Аелиту и бране је од канкрелата. Аелита, када је раније проверила ужарену сферу изблиза, видела је да Јуми плута унутра, тако да сад постаје све јасно када им објашњава. Џеремију је она наредила да не прилази Јуми на Земљи, али он није био ту када му је рекла. Ипак, стигао је на време када је Ксена-Јуми онеспособила један скенер. Гледајући у оштећење, Џереми је изгубио пажњу и Ксена-Јуми га је упесничила.
Група стиже до ужарене сфере и уништава остатак чудовишта. Сфера је чувар, који, наиме, може да украде било кога и да их задржи у себи, као виртуелни затвор. Улрик покушава да га уништи, али не успева. Ипак, Аелита је у стању да направи Јуминог клона својом креативношћу, како би убедили чувара да има погрешну жртву у себи. То успева и Јуми бива ослобођена, док Ксена-Јуми надјачава Џеремија. Јуми се буди и сазнаје шта се десило и добровољно се јавља да иде назад у стварни свет. Улрик је зато девиртуелизује и долази до обрачуна између ње и њене копије. Џереми долази к себи, али је поклопац од вертикалног тунела до собе са суперкомпјутером уништила Ксена-Јуми, коју он гура у тунел. Међутим, зграбила га је и покушала да њега убаци. Аелита у међувремену деактивира торањ и уништава Ксена-Јуми. Потом повратак у прошлост обрће све, спасавајући Џеремија од сигурне смрти.
Назад у време, Јуми покушава да опет флертује са Џеремијем, али је Улрик од тога спречава.

## Емитовање
Епизода је премијерно емитована 15. октобра 2003. у Француској. У Сједињеним Америчким Државама је емитована 27. априла 2004.